# アシュレイ・ハミルトン
アシュレイ・ジョージ・ハミルトン（Ashley George Hamilton, 1974年9月30日 - ）は、アメリカ合衆国のシンガーソングライター、俳優である。両親は俳優のジョージ・ハミルトン、アラナ・スチュワートである。

## キャリア

### 俳優活動
1993年に『サタデー・ナイト・ライブ』で、シャナン・ドハーティーと共演し、また映画『ベートーベン2』に出演した。

### 音楽活動
2003年、シングル曲「Wimmin」をリリースし、全英シングルチャートで27位となった。この曲はイギリスの歌手、ロビー・ウィリアムズと共同で書いた。ハミルトンは2003年のウィリアムズのシングル「Come Undone」も共同で書いた。ハミルトンはまた、「She's Madonna」も共同で書いたが、ウィリアムズが印刷物からは名前を消したと主張している。

## 私生活
19歳のとき、知り合って2週間のシャナン・ドハーティーと結婚した。しかし5ヶ月後には離婚した。
1996年にはアンジー・エヴァーハートと結婚したが翌年に離婚した。